# Honda Pilot
Honda Pilot (укр. Хонда Пілот) — повнорозмірний кросовер, що випускається японською компанією Honda з 2002 року.

## Перше покоління (YF1/2; 2002-2008)

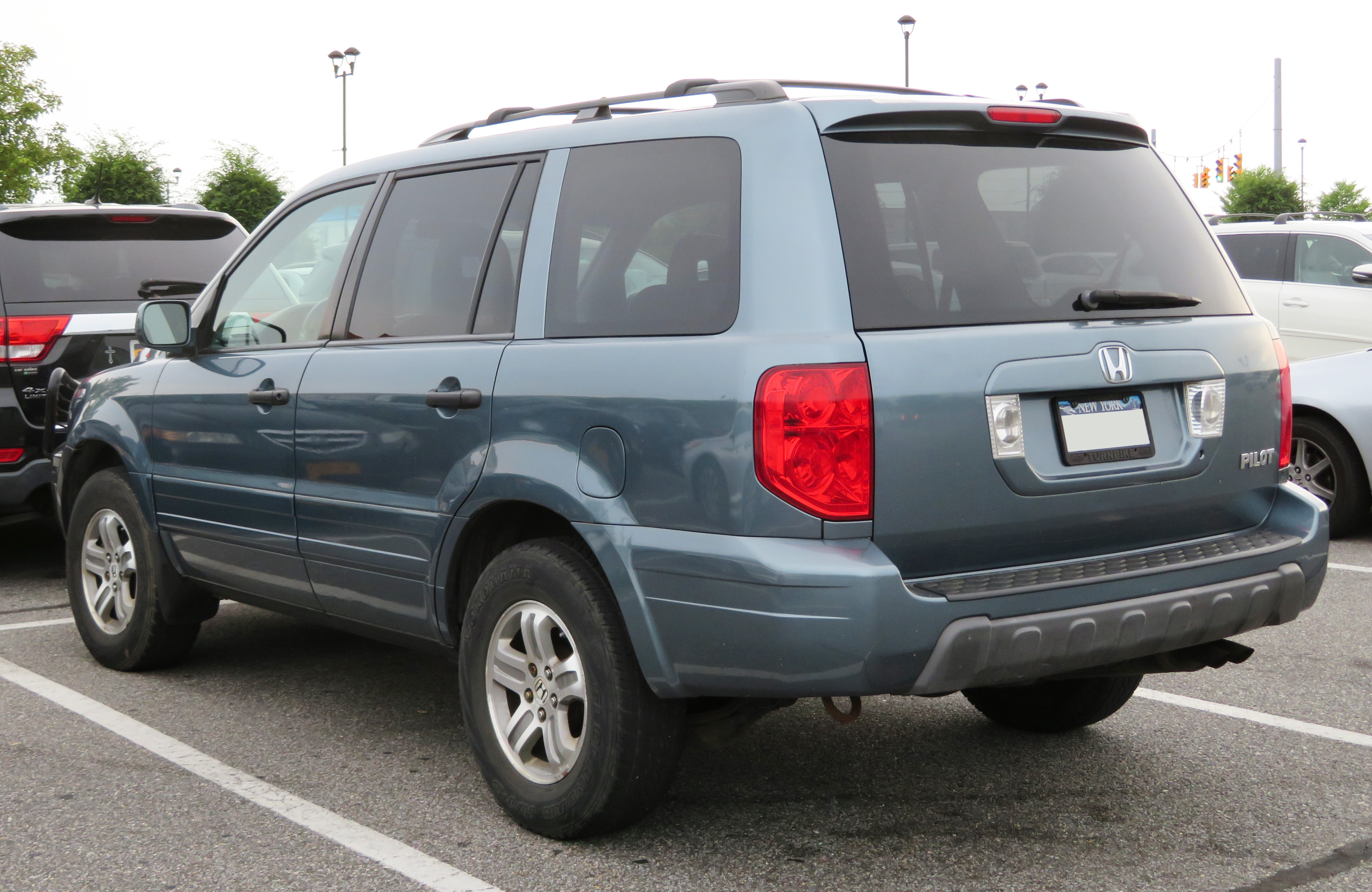
Honda Pilot 1

Honda Pilot першого покоління дебютував в 2002 році, як і Acura MDX першого покоління модель оснащалася алюмінієвим двигуном 3,5 л J35A4 SOHC, 24-клапани VTEC V6 потужністю 240 к.с. (179 кВт) при 5400 об/хв і крутним моментом 328 Нм при 4500 об/хв, 5-ст. АКПП і повним приводом VTM-4 з електромагнітною муфтою задньої осі. При нормальних умовах руху VTM-4 передавала більшу частину крутного моменту на передні колеса, а при їх пробуксовці до 50% надходило на задню вісь. Блокування заднього диференціала, що працює на швидкостях до 29 км/год, дозволяла розподілити момент порівну між кожним із задніх коліс.
У 2005 році на зміну старому двигуни прийшов 3,5 л J35A6, оснащений електронно-керованою заслінкою. Його потужність становила 259 к.с. і 339 Нм крутного моменту.

### Рестайлінг 2006

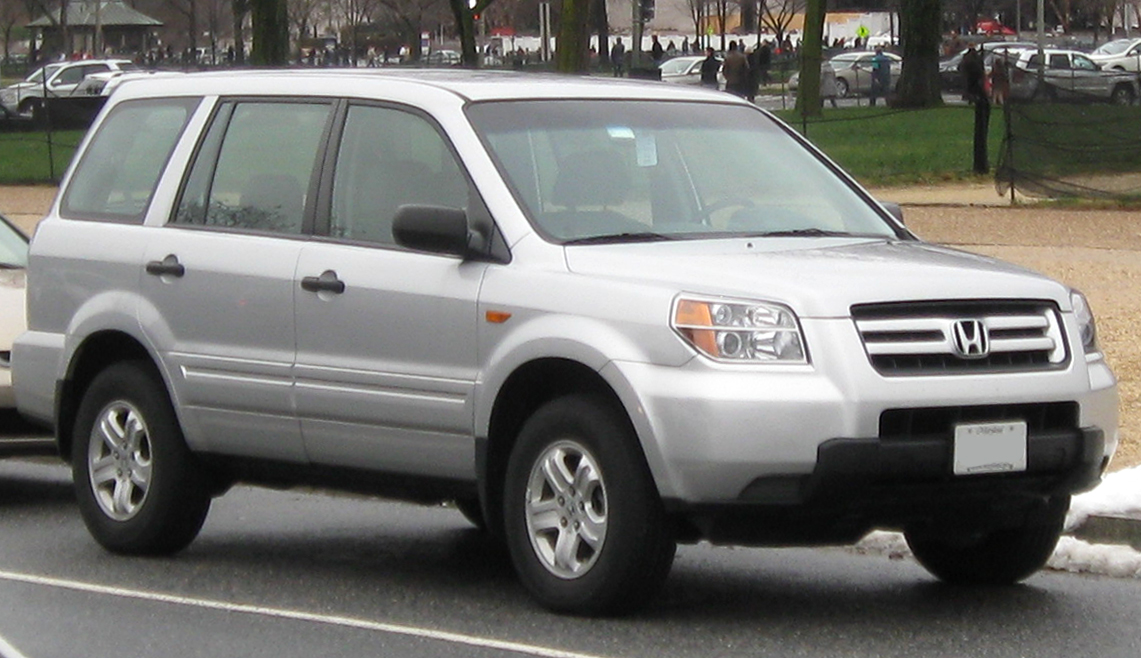
Honda Pilot 1 (2006-2008)

В жовтні 2005 року модель модернізували - у автомобіля змінилася решітка радіатора, фари і задні ліхтарі. У салоні з'явилися бічні подушки безпеки, нова панель приладів, елементи оздоблення з хрому і видозмінені відсіки для зберігання дрібних речей. Двигунам 3,5 л J35Z1 (для передньопривідною версії), або 3,5 л J35A9 (для повнопривідної) підняли потужність до 244 к.с. (182 кВт) при 5600 об/хв, а крутний момент склав 325 Нм при 4500 об/хв. Передньопривідні версії Honda Pilot отримали систему вибіркової деактивації циліндрів (VCM), яка для економії палива при мінімальних навантаженнях відключала до трьох циліндрів. Рестайлингова версія випускалася до грудня 2007 року

### Двигуни
- 3.5 л J35A4 VTEC SOHC V6 240 к.с.
- 3.5 л J35Z1 VTEC SOHC V6 (FWD) 244 к.с.
- 3.5 л J35A9 VTEC SOHC V6 (4WD) 244 к.с.

## Друге покоління (YF3/4; 2008-2015)

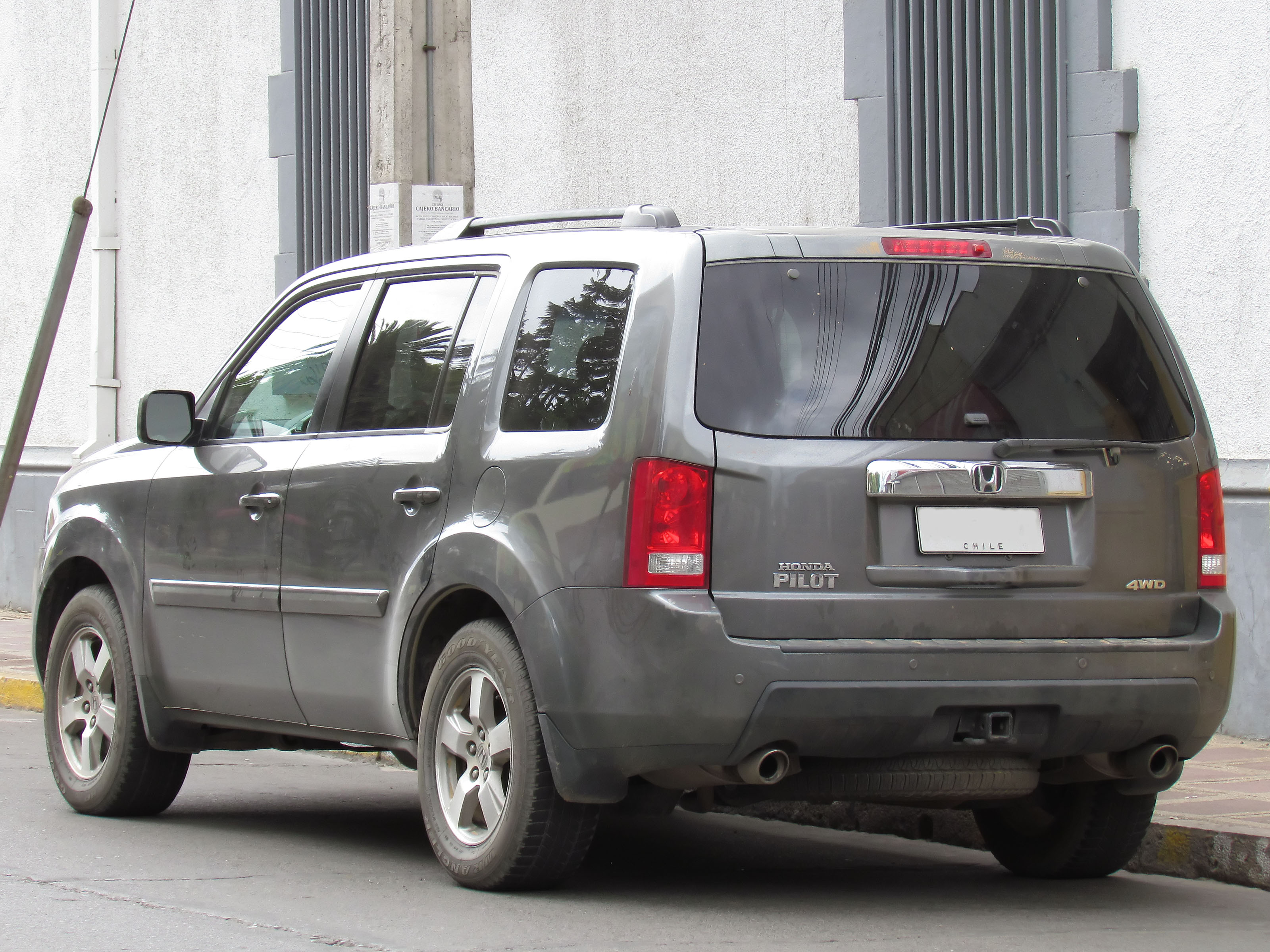
Honda Pilot 2

Світова прем'єра нового покоління кросовера відбулася на міжнародному мотор-шоу в Детройті в січні 2008 року.
Продажі в США і Канаді стартували в жовтні 2008 року. На ринках США і Канади позашляховик пропонувався в чотирьох комплектаціях: LX, EX, EX-L і Touring. І передньопривідна, і повнопривідна версія оснащувалися новим двигуном - 3,5-літровим J35Z4 V6 VTEC потужністю 253 к.с. при 5700 об/хв і 343 Нм крутного моменту при 4800 об/хв. Коробка - 5-ступінчаста АКПП. Крім цього, автомобіль отримав сидіння водія з електроприводом і функцією пам'яті положення і електропривод задніх дверей. Важіль КПП перемістився з рульової колонки на центральну консоль між передніми сидіннями. У комплектацію Touring також увійшли 120-вольта розетка і супутникова навігація Honda.

### Рестайлінг 2012

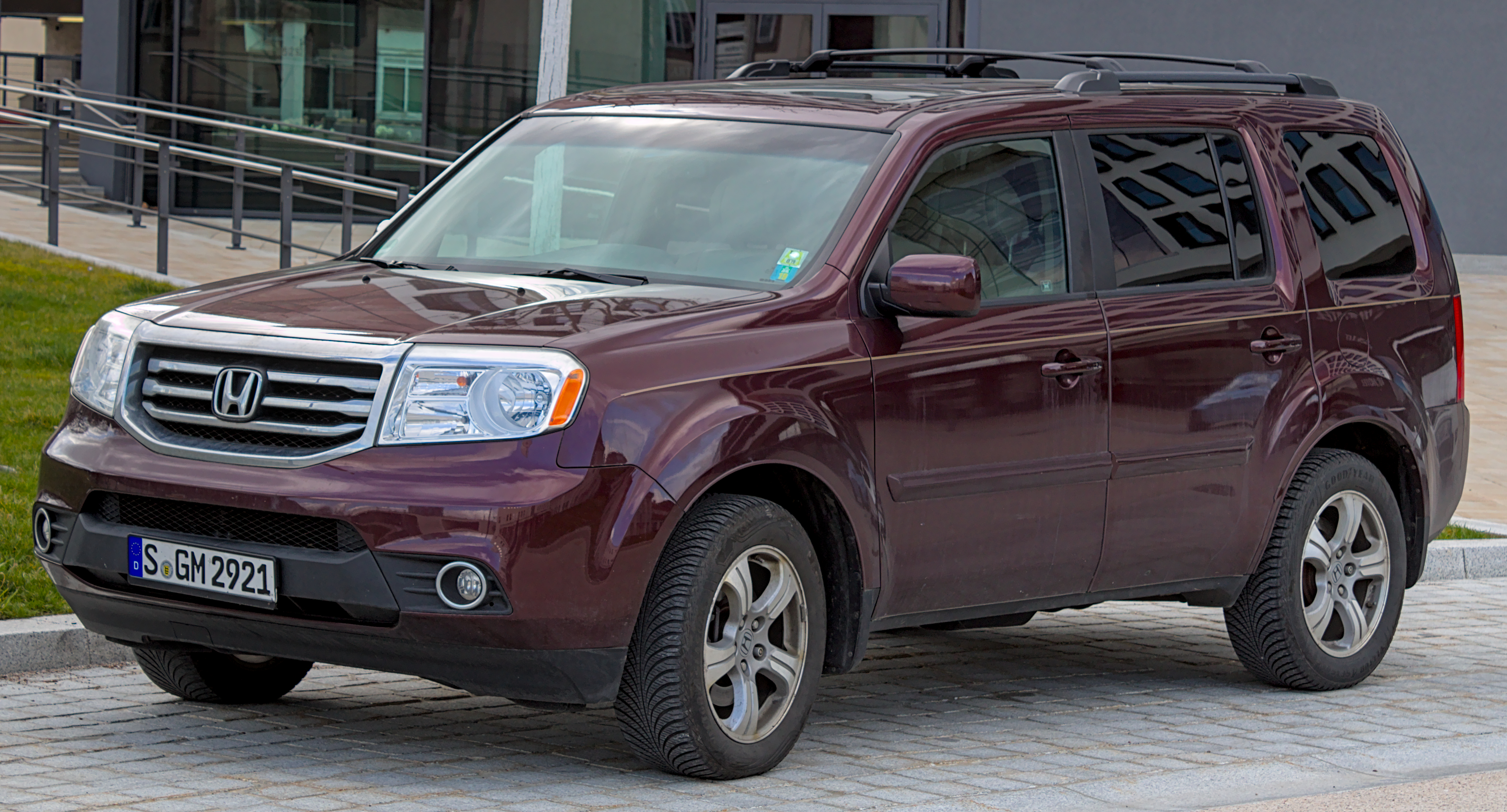
Honda Pilot 2 (2012-2015)

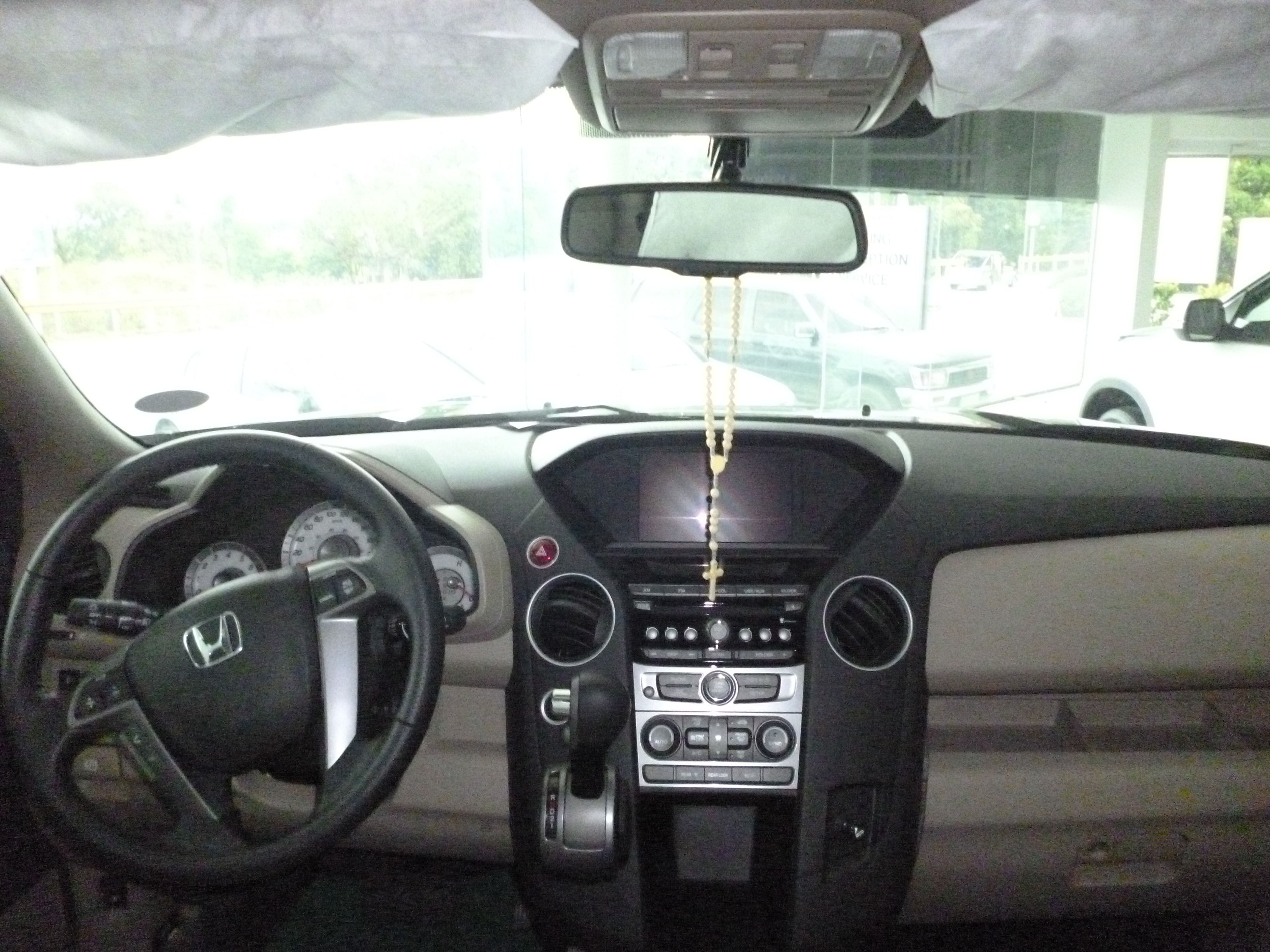

Після рестайлігу 2012 року потужність двигуна становить 249 к.с. при 5700 об/хв, а в комплектації є Executive + Navi.
У стандартну комплектацію 2013 року Honda Pilot включили камеру заднього виду, мультимедійну систему з 8-дюймовим дисплеєм, USB-портом і Bluetooth, і трьохзонний клімат-контроль.

### Двигуни
- 3.5 л J35Z4 VTEC V6 253 к.с.

## Третє покоління (YF5/6; 2015-2022)

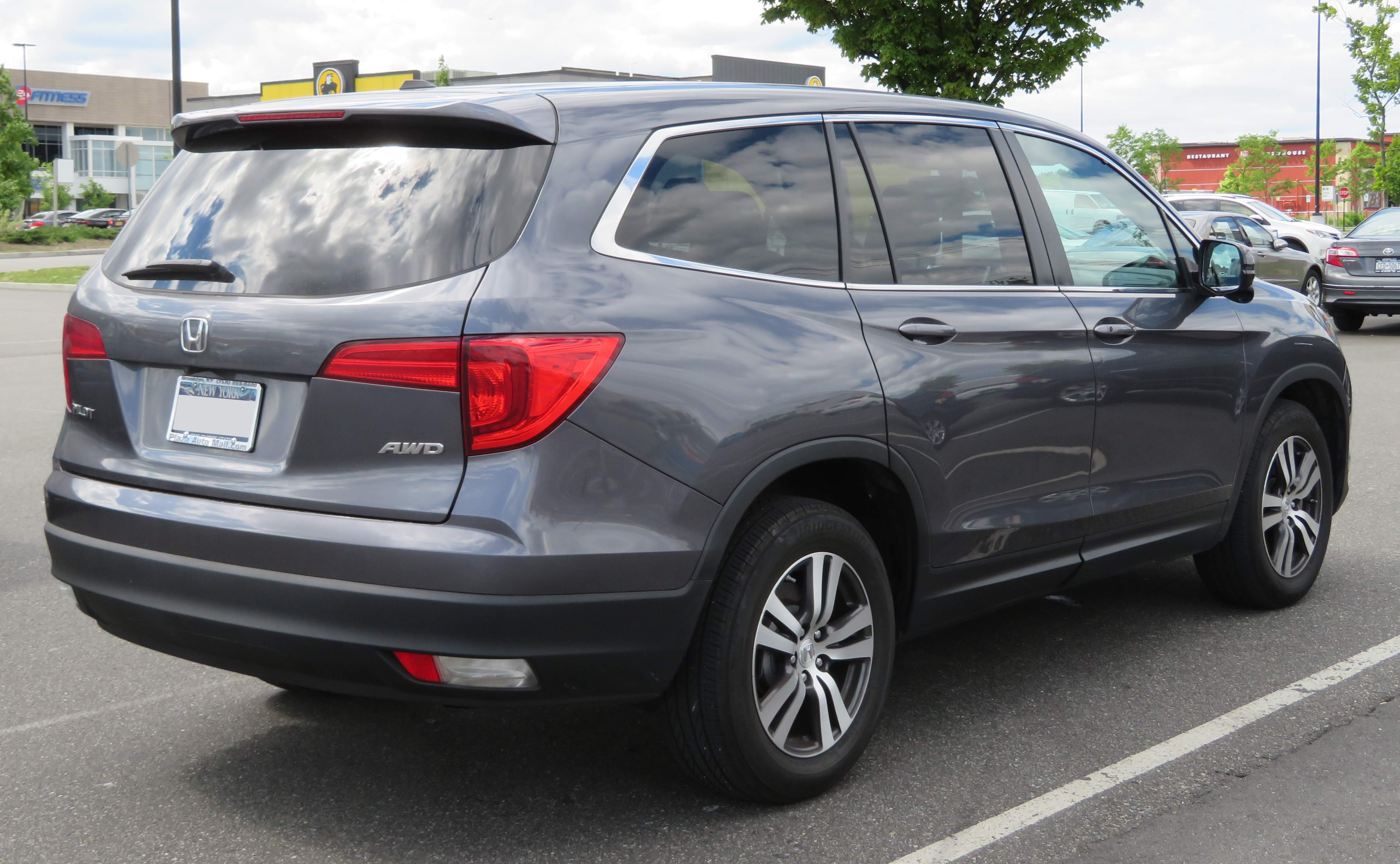
Honda Pilot 3 (2015-2018)

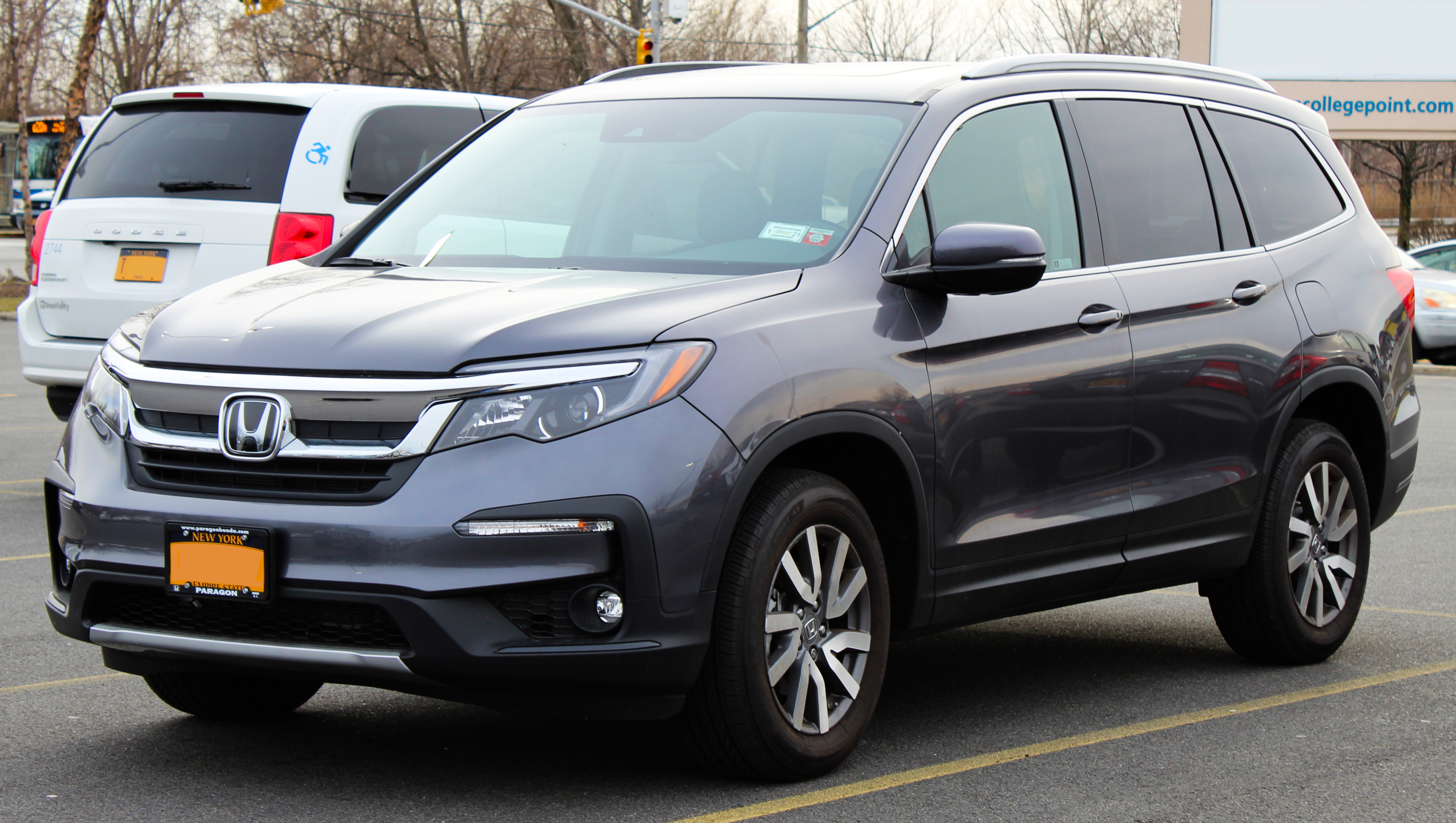
Honda Pilot 3 (з 2018)

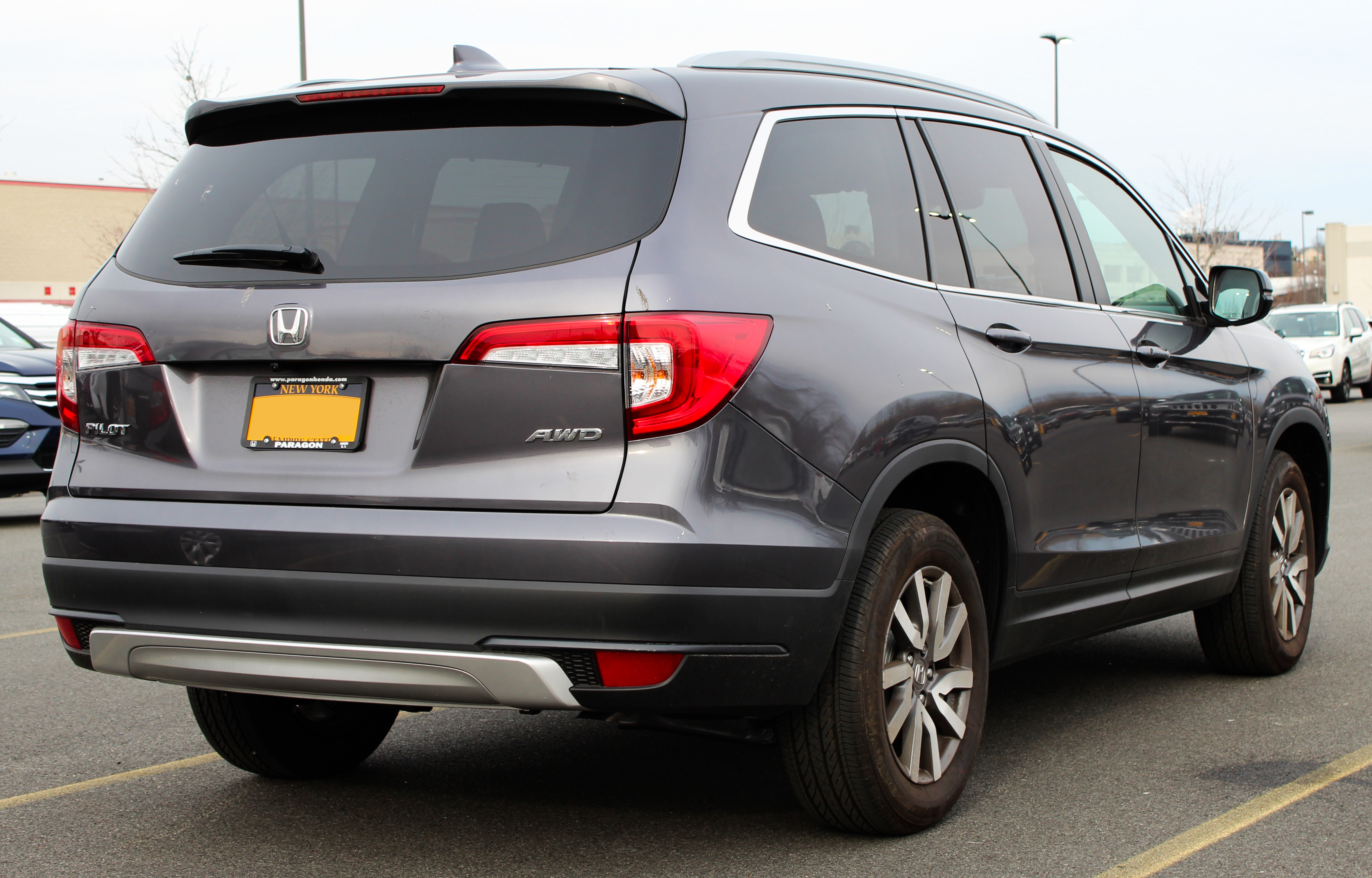
Honda Pilot 3 (з 2018)

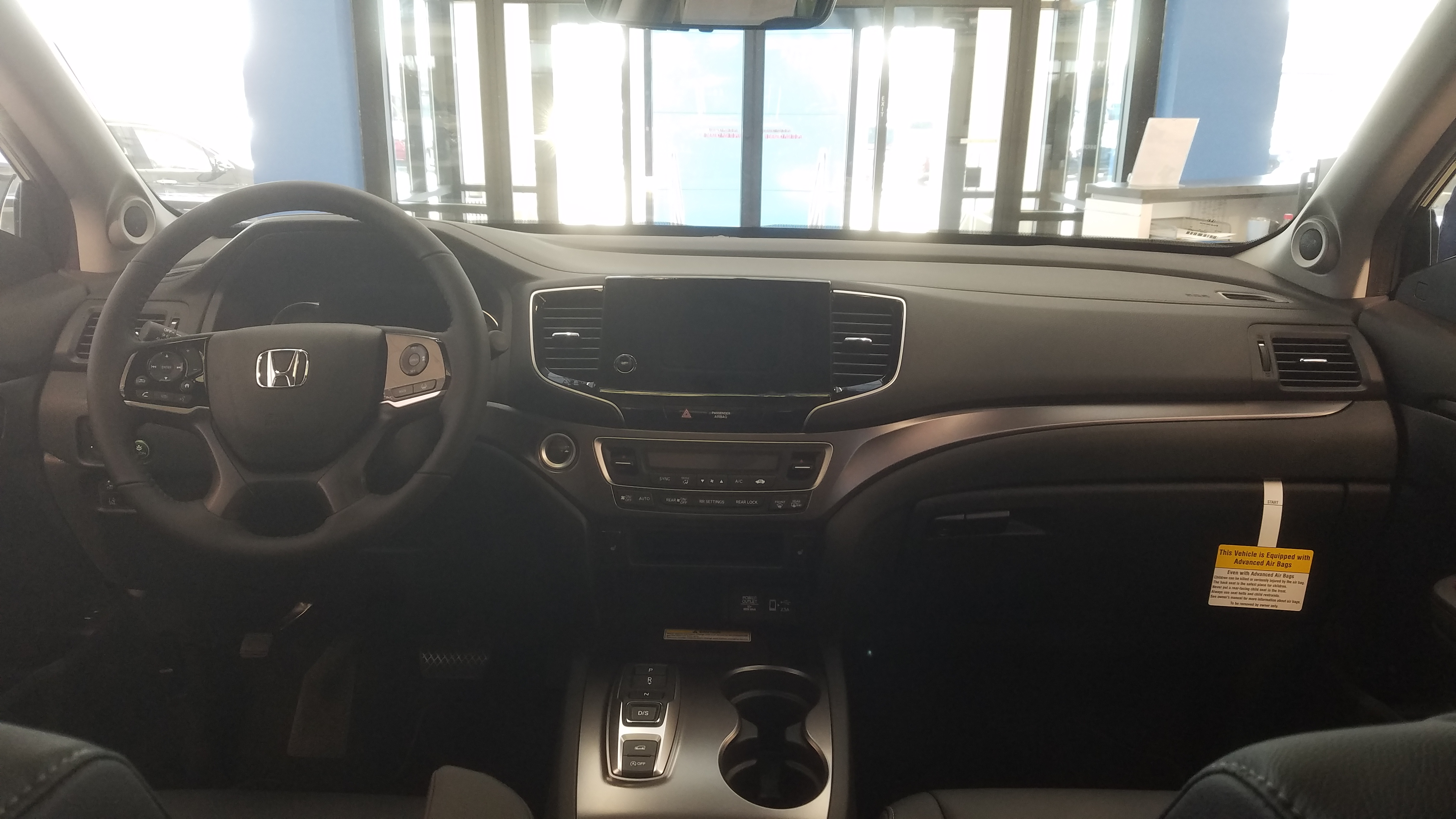

Дебют третього покоління Honda Pilot відбувся 12 лютого 2015 року в рамках мотор-шоу в Чикаго. У травні того ж року почалося виробництво, а в червні новий автомобіль надійшов у продаж на північноамериканському ринку. 
Honda Pilot третього покоління побудована на тій же, але модернізованій платформі, яку вона ділить з Acura MDX: McPherson спереду, многоричажна підвіска ззаду. Бензиновий двигун V6 3.5 i-VTEC Earth Dreams (283 к.с., 355 Нм) з системою VCM (може відключати два чи три циліндри) та системою start/stop. Повнопривідні (система i-VTM4) і передньопривідні модифікації оснащаються 6-ст АКПП або 9-ст. ZF 9HP АКПП.
У кросовера з'явиться версія з гібридною силовою установкою.
Honda Pilot отримав новий дизайн, світлодіодну головну оптику, денні ходові вогні і задні стоп-сигнали. Серед нового оснащення Pilot з'явилися задні сидіння з підігрівом, передні сидіння з підігрівом і вентиляцією і панорамний дах. Функції безпеки, доступні для Honda Pilot, поповнилися бічній камерою LaneWatch, індикатором сліпих зон, системою інформування про покидання смуги руху і утримання в ній, активним круїз-контролем і системою запобігання фронтальних зіткнень. Модифікований 3,5-літровий V6 оснастили прямим уприскуванням і системою старт-стоп. За параметрами витрати палива повнопривідний Pilot в середньому демонструє 11,76 л/100 км. У передньопривідному варіанті витрата палива може зменшитися на кілька одиниць. Він агрегатується або з 6-ступінчастим, або з 9-ступінчастим автоматом ZF (версії вищого класу Touring і Elite). Нова система повного приводу, що отримала назву i-VTM4, динамічно розподіляє момент між осями і кожним із задніх коліс для зниження недостатньої поворачиваемости і поліпшення керованості. Також для Pilot доступна система інтелектуального управління тягою з чотирма режимами роботи: нормальний, сніг, бруд і пісок.
Восени 2015 року на російському ринку дебютував Honda Pilot з бензиновим двигуном V6 3.0 PI VTEC (249 к.с., 294 Нм).
В 2018 році модель оновили, змінивши передню частину і оснащення.
У 2019 були наступні оновлення: попередження про можливе зіткнення, функція гальмування для уникнення зіткнення, допомога руху по смузі, попередження про виїзд за межі смуги руху і адаптивний круїз контроль стали стандартними. Бездротова зарядка поповнила список доступного оснащення. У 2020 році з`явилася модель Black Edition.
Honda Pilot отримала оновлення для 2021 модельного року. Стандартною для всіх комплектацій стала 9-діапазонна автоматична коробка передач. До варіантів оформлення салону додано новий стиль Special Edition. 
У 2022 році Honda представила версію Pilot TrailSport з покращеними позашляховими можливостями. Також виробник зробив стандартними для усіх комплектацій  Android Auto та Apple CarPlay, 8-дюймовий сенсорний дисплей і тризонний клімат-контроль.  

### Двигуни
- 3.5 J35Y6 V6 i-VTEC Earth Dreams, 283 к.с. при 6000 об/хв, 355 Нм при 4700 об/хв
- 3.0 V6 PI VTEC, 249 к.с. при 6000 об/хв, 294 Нм при 5000 об/хв (для ринку Росії)

## Четверте покоління (YG1/2; 2022-)

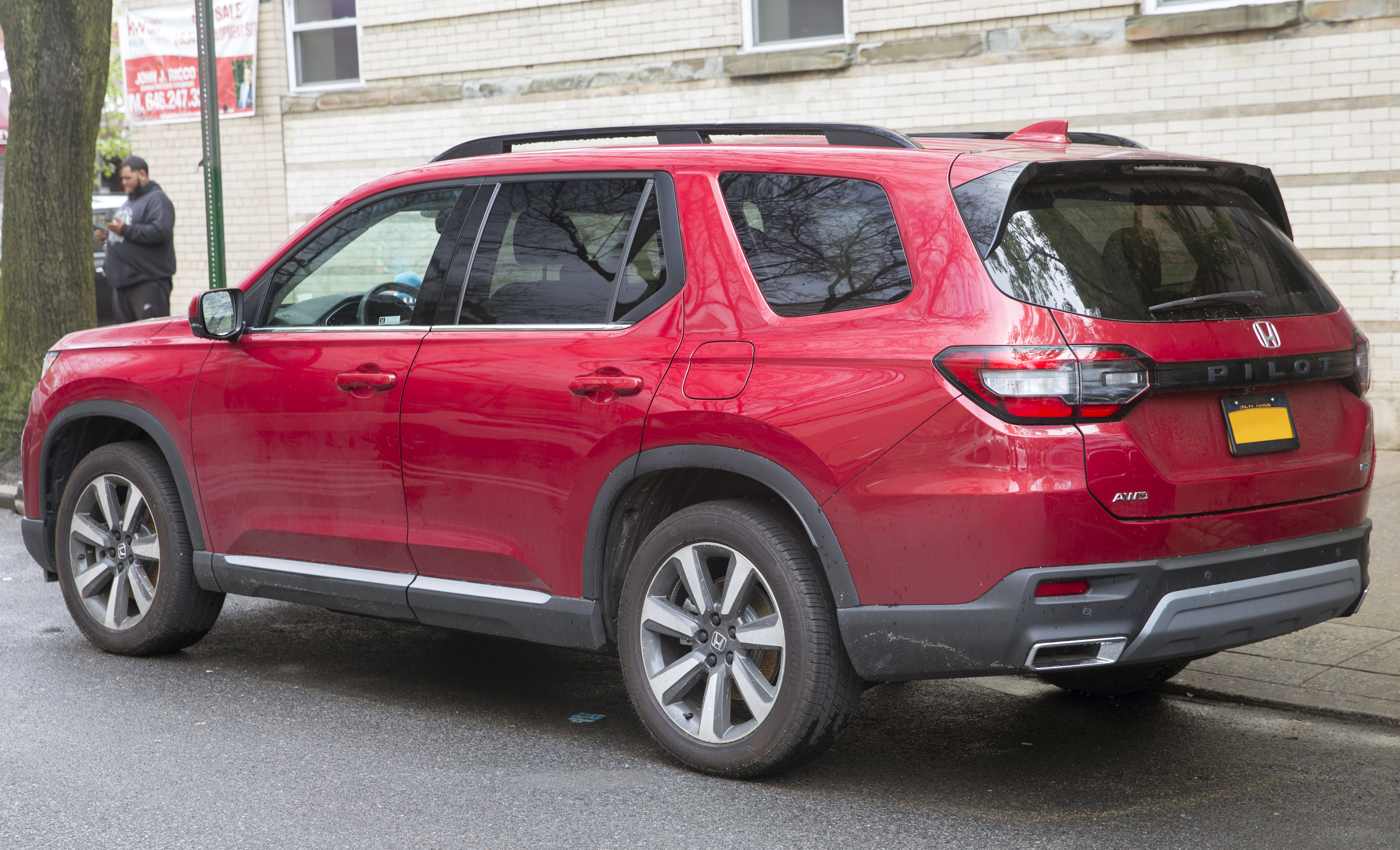
Honda Pilot 4

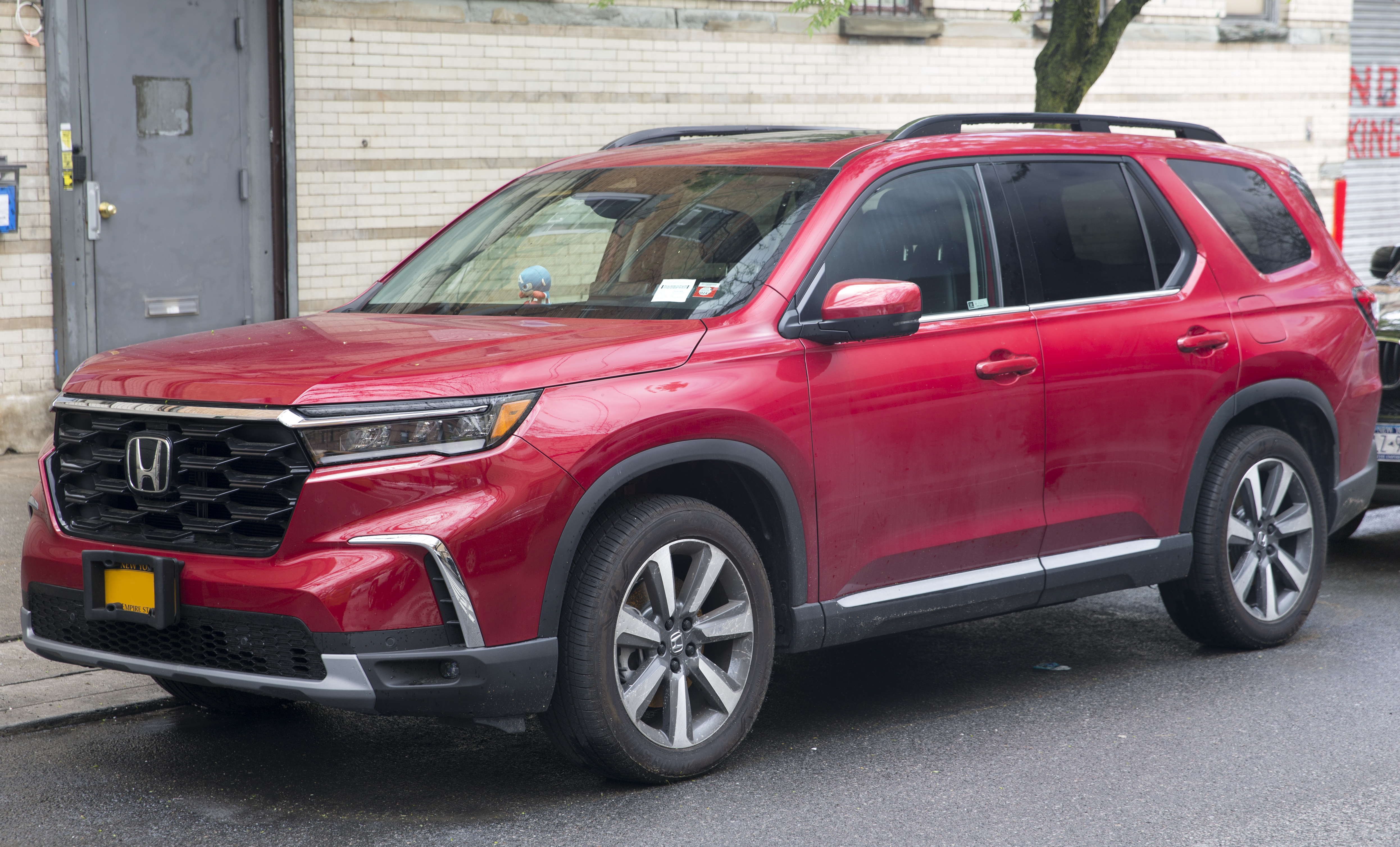
Honda Pilot 4

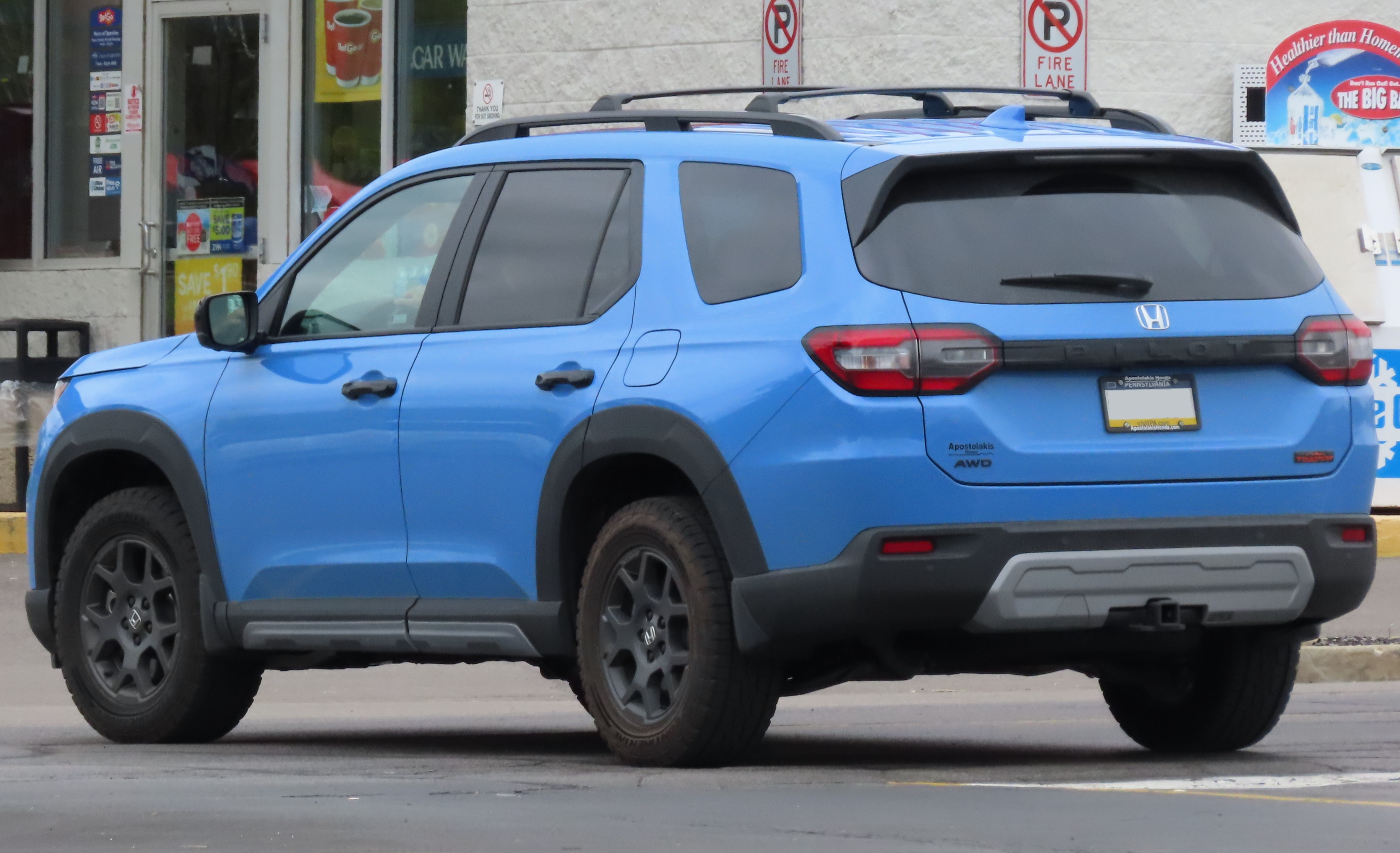
Honda Pilot TrailSport

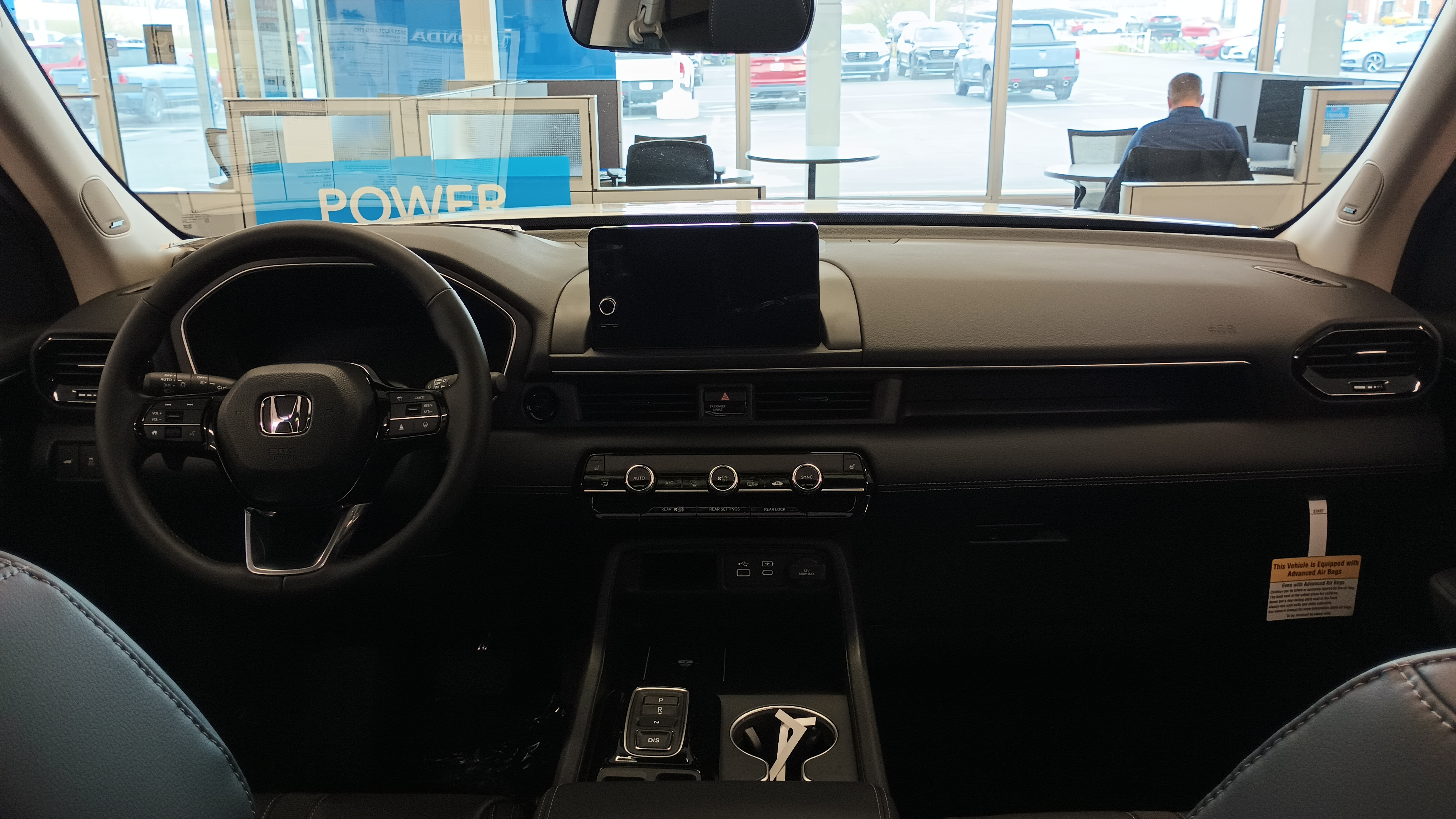

Четверте покоління Pilot було представлено 7 листопада 2022 року. Автомобіль отримав модернізовану платформу PF7 і 3,5-літровий двигун V6 DOHC (без VTEC) потужністю 289 кінських сил (213 кВт) і крутним моментом 355 Нм. Поєднується з десятиступінчастою автоматичною коробкою передач. Доступно п’ять різних рівнів комплектації: Sport, TrailSport, EX-L, Touring і Elite.

### Двигун
- 3.5 J35Y8 V6 289 к.с. 355 Нм

## Продажі
| Рік  | Продажі в США |
| ---- | ------------- |
| 2002 | 52,062        |
| 2003 | 106,917       |
| 2004 | 128,158       |
| 2005 | 143,353       |
| 2006 | 152,154       |
| 2007 | 117,146       |
| 2008 | 96,746        |
| 2009 | 83,901        |
| 2010 | 102,323       |
| 2011 | 116,297       |
| 2012 | 114,848       |
| 2013 | 126,678       |
| 2014 | 108,857       |